# Turksploitation
Turksploitation é um rótulo satírico dado a um grande número de adaptações de filmes para cinema e séries de televisão turcos não-autorizados, especialmente dos blockbusters deHollywood, produzidos principalmente nas décadas de 1970 e 1980.
Der Spiegel chamou esse tipo de filme de "o mais simpático e anárquico subgênero dos filmes exploitation". Sempre filmados com orçamento apertado, tiveram, normalmente, precários e consequentemente cômicos efeitos especiais. Sem se importar com copyright, os filmes Turksploitation usavam um enredo simples e grande inventividade ao invés de primor técnico e boas atuações, embora alguns atores tenham se tornados célebres por atuações em algumas produções.
As trilhas sonoras originais dos filmes originais ou de outros filmes de Hollywood eram sempre reutilizadas. Algumas vezes, segmentos inteiros do filme original, como efeitos especiais e tiros, ou mesmo takes inteiros foram copiados para a adaptação, como foi o caso do filme Seytan (1974), que plagia cena por cena o filme O Exorcista de um ano antes.
Disponível por muitos anos somente em versões de péssima qualidade visual e sonora, a maior parte extraída de VHS, os últimos 35mm foram resgatados por Ed Glaser de produtora The Neon Harbor, com uma grande quantidade de ajuda do célebre jornalista cinematográfico e entusiasta do gênero Ali Murat Güven, inclusive foi o homem que cunhou o termo Turksploitation. A explicação para isso é que centenas de rolos se perderam em incêndios ou foram destruídos durante o regime militar, o que causou uma perda irreparável para muitas das produções.
Em 2014, o cineasta Cem Kaya, lançou o documentário Remake, Remix, Rip-off: About copy culture and Turkish Pop Cinema, sendo exibido inclusive no Festival de Locarno onde conta a história desde os primórdios, o desenvolvimento até os dias de hoje dessa indústria. Conta com entrevistas de nomes bem famosos nacionalmente como Memduh Ün, Kunt Tulgar, Giovanni Scognamillo, Murat Özcan, Yılmaz Atadeniz, Birsen Kaya,Cüneyt Arkın e Kayhan Yıldızoğlu, por exemplo.

## Lista de filmes Turksploitation
Alguns exemplos de Turksploitation incluem:
- 3 Dev Adam ("Três Grandes Homens"), 1973. Possui dois heróis fantasiados, um como o Capitão América e outro como o lutador mexicano El Santo e um vilão fantasiado como Homem-Aranha. O filme reutiliza a trilha sonora dos filmes de James Bond.
- Altin Cocuk ("O menino de Ouro"), 1966. A versão turca do James Bond, e foi seguido por duas continuações.
- Ayşecik ve Sihirli Cüceler Rüyalar Ülkesinde ("A pequena Ayşe e os Anões Mágicos na Terra dos Sonhos"), de 1971. Baseado em O mágico de Oz, que contou com estrela infantil Zeynep Değirmencioğlu.
- Badi ("Amigo"), coloquialmente chamado de "E. T. Turco", com base em E. T.; o poster também mostra a Starship Enterprise de Star Trek.
- Bedmen - Yarasa Adam, 1973. Baseado nas séries TV dos EUA do Batman nos anos 1960.
- Cellat ("Executor"), adaptação de Desejo de Matar.
- Cöl ("Deserto"), conhecido como "Tubarão Turco", devido a uma cena no final do filme semelhante ao filme do Spielberg. Usa, inclusive, a música tema do filme, mas não tem nada a ver com o original.
- Dünyayı Kurtaran Adam ("O Homem Que Salvou O Mundo"), coloquialmente chamado de "Star Wars Turco", 1982. Inclui imagens de Star Wars, além de reutilizar as trilhas sonoras do mesmo, de Battlestar Galactica, de Planeta dos Macacos, de 007 contra o Foguete da Morte e Flash Gordon, assim como a música tema de Indiana Jones.
- Drakula Istanbul'da, uma adaptação da história de Bram Stoker, ocorrida em Istambul.
- Homoti, popularmente chamado de "E. T. Turco 2", mesmo não sendo a sequência de Badi.
- Kara Simsek, com base em Rocky.
- Kelepce, 1982. Adaptação de Dirty Harry e estrelando o prolífico ator Cüneyt Arkın.
- Korkusuz ("Sem medo"), de 1986. Baseado em Rambo II e um dos poucos Turksploitation disponíveis em DVD (nos EUA).
- Ölüm Savaşçısı ("Guerreiro Mortal"), um filme de 1984, pertencente a outro subgênero exploitation, o de ninjas.
- Ramo, baseado em Rambo.
- Seytan ("Satã"), 1974. Um remake idêntico, cena por cena, de O Exorcista, reutilizando a trilha sonora original.
- Supermen Dönüyor ("O retorno de Superman"), com base no Superman.
- Turist Ömer Uzay Yolunda ("Ömer, o turista em Star Trek"), de 1973. Com base em um episódio da série de TV, esta é a primeira adaptação cinematográfica de Star Trek, antecipando a adaptação oficial de Star Trek, em seis anos.
- Tayomonstras, 2006. Com base em Transformers.
- Vahsi Kan ("Sangue Selvagem"), baseado em Rambo.